# هيروتو كويا
هيروتو كويا (باليابانية: 呉屋 大翔) (2 يناير 1994 في كاوانيشي في اليابان – )؛ هو لاعب كرة قدم ياباني سابق كان يلعب كمهاجم.

## وصلات خارجية
- هيروتو كويا على موقع رابطة كرة القدم اليابانية للمحترفين (اليابانية)
- هيروتو كويا على موقع قاعدة بيانات كرة القدم.إي يو (الإنجليزية)
- هيروتو كويا على موقع Soccerway.com (الإنجليزية)
- هيروتو كويا على موقع عالم كرة القدم.نت (الإنجليزية)
- هيروتو كويا على موقع كووورة